# 羅民勞
羅民勞蒙席（英語：John Angel Romaniello，1900年9月12日—1976年5月8日；稱呼；麵條神父），是天主教意大利裔美國籍神父及瑪利諾外方傳教會會士。曾任桂林宗座監牧區宗座監牧（1938年-1983年）。

## 生平
羅民勞出生於1900年9月12日，意大利皮埃蒙特大區都靈省的市鎮阿維利亞納，未幾隨同家人移居美國。1917年，16歲時加入瑪利諾外方傳教會。1928年6月17日，馬奕猷在27歲時晉鐸，被派往中國廣西梧州傳教。與其他瑪利諾會會士創立江門傳教站，後來又建立梧州傳教站。1934年 出任瑪利諾會桂林區的區會長。
1938年6月10日，聖座從梧州宗座監牧區劃出廣西東北部地區成立桂林宗座監牧區。羅民勞神父獲時任教宗庇護十一世任命為桂林宗座監牧區宗座監牧。
1949年10月1日，中國共產黨在中國大陸地區建立中華人民共和國，並開始針對天主教進行宗教迫害及打壓，教會已經無法正常功能。其後，羅神父被拘及驅逐出境到香港。在香港擔任美國天主教福利會香港區主任期間，用美國贈送的麵粉為中國來的難民制造麵條，因此有「麵條神父」的雅號。
1953年至1955年期間，在瑪利諾修院教授傳教學，同期獲得耶魯大學碩士銜。羅民勞蒙席有多部著作行世，其中的「悲鳥」一書，靈感來自他在中國多年的實際生活。
1955年至1957年，在羅馬擔任瑪利諾會院院長。羅神父曾出席1962年至1965年間舉行的梵蒂岡第二屆大公會議。其後羅神父在香港服務，直至1971年退休。1979年，他曾回到桂林訪問。1983年，聖座正式獲准許羅民勞神父卸任桂林宗座監牧區宗座監牧的職務。
1985年10月22日，羅民勞神父因癌症在美國紐約病逝，享年85歲。